# Newington (Londres)
Pour les articles homonymes, voir Newington.
Ne doit pas être confondu avec Stoke Newington.

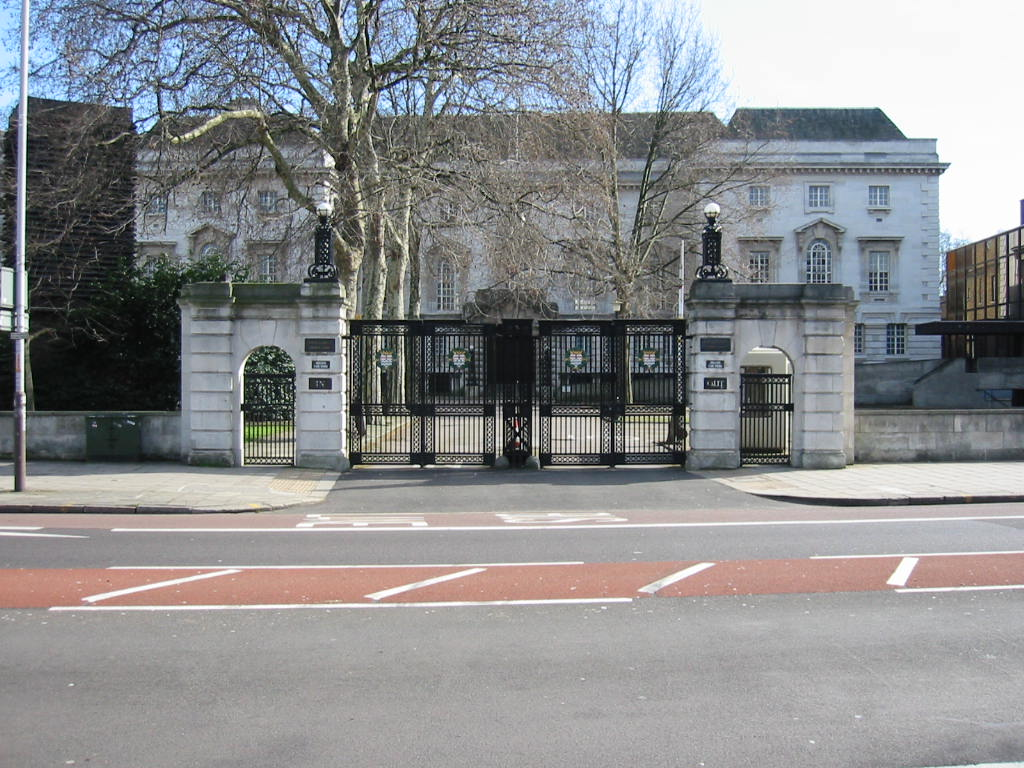
L'Inner London Crown Court à Newington.

Newington est un quartier de Londres, en Angleterre, situé au centre de la ville dans le district de Southwark. Il s'agit d'un ancien village fermier.

## Personnalités
- Michael Faraday (1791-1867), physicien et chimiste, y est né.
- John Emslie (1813-1875), cartographe et graveur, y est né.